# PC 빌딩 시뮬레이터 2
PC 빌딩 시뮬레이터 2(PC Building Simulator 2)는 스파이럴 하우스가 개발하고 에픽 게임즈 퍼블리싱이 배급한 시뮬레이션-전략 비디오 게임이다. 이 게임은 PC 제작 시뮬레이터의 후속작이다. 이 게임은 2022년 10월 12일에 Windows로 출시되었다. 이 게임은 AMD, 인텔, NVIDIA와 같은 다양한 전문 브랜드의 실제 부품을 기반으로 한다.

## 게임 플레이
첫 번째 게임과 마찬가지로 이 게임은 주로 게이밍 컴퓨터를 중심으로 PC를 구축하고 유지보수하는 작업장을 소유하고 운영하는 것에 집중한다. 후속작은 커리어와 자유 구축이라는 두 가지 주요 게임 모드에 새로운 기능을 추가하여 기존 게임을 확장한다. PC 빌딩 시뮬레이터 2는 플레이어가 작업 중인 PC를 다시 시작하지 않고도 앱을 설치할 수 있으며, 더 심층적인 PC 사용자 지정이 가능하다. 이전 게임에 등장했던 대부분의 애플리케이션이 새로워지고 게임의 일반적인 시각적 미학이 업데이트되었다.
커리어 모드에서 플레이어는 화재 이후 영국에 있는 팀 삼촌의 PC 가게로 이동했다. 이전 게임과 마찬가지로 플레이어는 첫 번째 고객을 위해 바이러스 스캔을 수행하는 등 몇 가지 초반 작업을 시작하며, 게임을 진행하면서 새로운 도구와 더욱 발전된 작업이 가능해진다.

## 개발
PC 빌딩 시뮬레이터 2의 트레일러는 2022년 3월에 공개되었다. 게임의 오픈 베타는 6월 11일부터 20일까지 진행되었다. 에픽 게임즈 퍼블리싱은 같은 해 10월에 자체 에픽 스토어를 통해 이 게임을 배급했다.

## 평가
PC 빌딩 시뮬레이터 2는 리뷰 애그리게이터인 메타크리틱에 따르면 "대체로 호의적인 평가"를 받았다. NME는 PC 구축 및 수리의 정확한 표현을 강조했지만, 시간이 지남에 따라 플레이어의 흥미가 떨어질 수 있다고 지적했다. Dexerto는 이전 작품에 비해 개선된 점과 새로운 기능들을 칭찬했다. GameSpew는 시뮬레이션 게임에 "새로운 기준"을 제시했다며 이 게임을 높이 평가했다. Multiplayer.it은 다양한 하드웨어 부품과 뛰어난 시뮬레이션을 언급하며 이 게임을 호평했다. Impulse Gamer는 기본 게임 내 음악을 비판했지만, 이 게임을 "훌륭한 시뮬레이션"이자 PC 구축을 꿈꾸는 사람들에게 훌륭한 학습 도구라고 칭찬했다. Sector.sk는 이 게임을 잘 완성된 후속작으로 칭찬했지만, 단조롭고 반복적인 캠페인에 불만을 표현했다.